# 闘え!脳筋カップルズ
『闘え!脳筋カップルズ』（たたかえ のうきんカップルズ）は、1994年1月9日から同年3月27日までテレビ朝日系列局で放送されていたクイズ番組である。朝日放送とイーストの共同制作。放送時間は毎週日曜 19時00分 - 19時30分。
カップルが早押しクイズの「脳ちゃんラウンド」と体力勝負の「筋ちゃんラウンド」に挑戦する番組だった。

## 司会者
- 小倉智昭
- 奥山佳恵

## ネット局
系列は放送終了時のもの。
| 放送対象地域  | 放送局           | 系列           | 備考   |
| ------------- | ---------------- | -------------- | ------ |
| 近畿広域圏    | 朝日放送         | テレビ朝日系列 | 制作局 |
| 関東広域圏    | テレビ朝日       | テレビ朝日系列 |        |
| 北海道        | 北海道テレビ     | テレビ朝日系列 |        |
| 青森県        | 青森朝日放送     | テレビ朝日系列 |        |
| 宮城県        | 東日本放送       | テレビ朝日系列 |        |
| 秋田県        | 秋田朝日放送     | テレビ朝日系列 |        |
| 山形県        | 山形テレビ       | テレビ朝日系列 |        |
| 福島県        | 福島放送         | テレビ朝日系列 |        |
| 新潟県        | 新潟テレビ21     | テレビ朝日系列 |        |
| 長野県        | 長野朝日放送     | テレビ朝日系列 |        |
| 静岡県        | 静岡朝日テレビ   | テレビ朝日系列 |        |
| 石川県        | 北陸朝日放送     | テレビ朝日系列 |        |
| 中京広域圏    | 名古屋テレビ     | テレビ朝日系列 |        |
| 広島県        | 広島ホームテレビ | テレビ朝日系列 |        |
| 山口県        | 山口朝日放送     | テレビ朝日系列 |        |
| 香川県 岡山県 | 瀬戸内海放送     | テレビ朝日系列 |        |
| 福岡県        | 九州朝日放送     | テレビ朝日系列 |        |
| 長崎県        | 長崎文化放送     | テレビ朝日系列 |        |
| 熊本県        | 熊本朝日放送     | テレビ朝日系列 |        |
| 大分県        | 大分朝日放送     | テレビ朝日系列 |        |
| 鹿児島県      | 鹿児島放送       | テレビ朝日系列 |        |

## エンディングテーマ
- ポチに八つ当り（細川ふみえ）

| 朝日放送制作・テレビ朝日系列 日曜19:00枠               | 朝日放送制作・テレビ朝日系列 日曜19:00枠             | 朝日放送制作・テレビ朝日系列 日曜19:00枠         |
| 前番組                                                 | 番組名                                               | 次番組                                           |
| ------------------------------------------------------ | ---------------------------------------------------- | ------------------------------------------------ |
| 巨泉の使えない英語 （1992年10月18日 - 1993年12月26日） | 闘え!脳筋カップルズ （1994年1月9日 - 1994年3月27日） | 旅くらべ決定版 （1994年4月17日 - 1994年9月25日） |

| スタブアイコン | サブスタブ | この項目は、まだ閲覧者の調べものの参照としては役立たない、テレビ番組に関連した書きかけの項目です。この項目を加筆・訂正などしてくださる協力者を求めています（P:テレビ/PJ:放送または配信の番組）。 |